# Francis C. Barlow
Pour les articles homonymes, voir Barlow.
Francis Channing Barlow, né le 19 octobre 1834 à Brooklyn et mort le 11 janvier 1896 à New York, est un général de l'armée des États-Unis. Après la guerre de Sécession, il est Secrétaire puis Procureur général de l'État de New York.

## Biographie
Francis Channing Barlow naît le 19 octobre 1834 dans le quartier de Brooklyn, à New York, mais grandit à Brookline, dans le Massachusetts. Il fait des études à Harvard, dont il sort en 1855 avant d’étudier le droit à New York. Il y est inscrit au barreau en 1858 et y travaille jusqu’au début de la guerre de Sécession. Après la bataille de Fort Sumter au début du mois d’avril 1861, Barlow s’engage dans le 12e régiment de la milice de l’État de New York, motivé par la perspective de lutter contre l’esclavage. Avant de partir en campagne, il épouse le 20 avril Arabella Griffith à la chapelle Saint-Paul de Manhattan. Le régiment est levé pour trois mois, pendant lesquels Barlow passe du grade de soldat à celui de first lieutenant de la compagnie d’ingénieurs militaires.
Lorsque son régiment est dissout en juillet, il devient lieutenant-colonel au sein du 61e régiment d’infanterie de New-York, avant d’être promu colonel. Il participe à la campagne de la Péninsule, pendant laquelle il est remarqué pour son courage et sa capacité à motiver ses troupes. Il participe ensuite à la bataille d'Antietam, pendant laquelle il est gravement blessé, mais est en retour promu brigadier général au sein du XIe corps. Au début de la bataille de Gettysburg, la brigade de Barlow est affectée à la défense de Cemetery Ridge. Il y est une nouvelle fois gravement blessé et laissé sur place, où il est récupéré par les Confédérés. Le général confédéré John Brown Gordon prétendra après la guerre l’avoir secouru, mais les études historiques ont montré que c’était impossible étant donné qu’il ne se trouvaient pas au même endroit sur le champ de bataille. Barlow reste un temps prisonnier des Confédérés, avant d’être retourné à l’Union à l’occasion d’un échange de prisonniers.
Il ne peut retourner au combat qu’en 1864, où il se trouve à la tête d’une division du IIe corps pendant la bataille de Spotsylvania. Il joue à cette occasion un rôle décisif en faisant charger sa division sans préparation d’artillerie, surprenant les confédérés, ce qui permet de faire trois mille prisonniers et de capturer trente drapeaux et vingt canons. Il ne participe pas au siège de Petersburg, étant malade à ce moment, mais est de nouveau à la tête de ses troupes pendant la campagne d'Appomattox. En récompense de ses performances, il est promu major général le 25 mai 1865.
Après la guerre, Barlow entame une carrière dans la politique et est élu à deux reprises secrétaire de l'État de New York et procureur général de l'État de New York en 1871, poste dans lequel il lutte contre le politicien corrompu William Tweed. Il travaille également comme marshal des États-Unis. Barlow meurt le 11 janvier 1896 à New York et est enterré à Brookline.